# Guarbohne

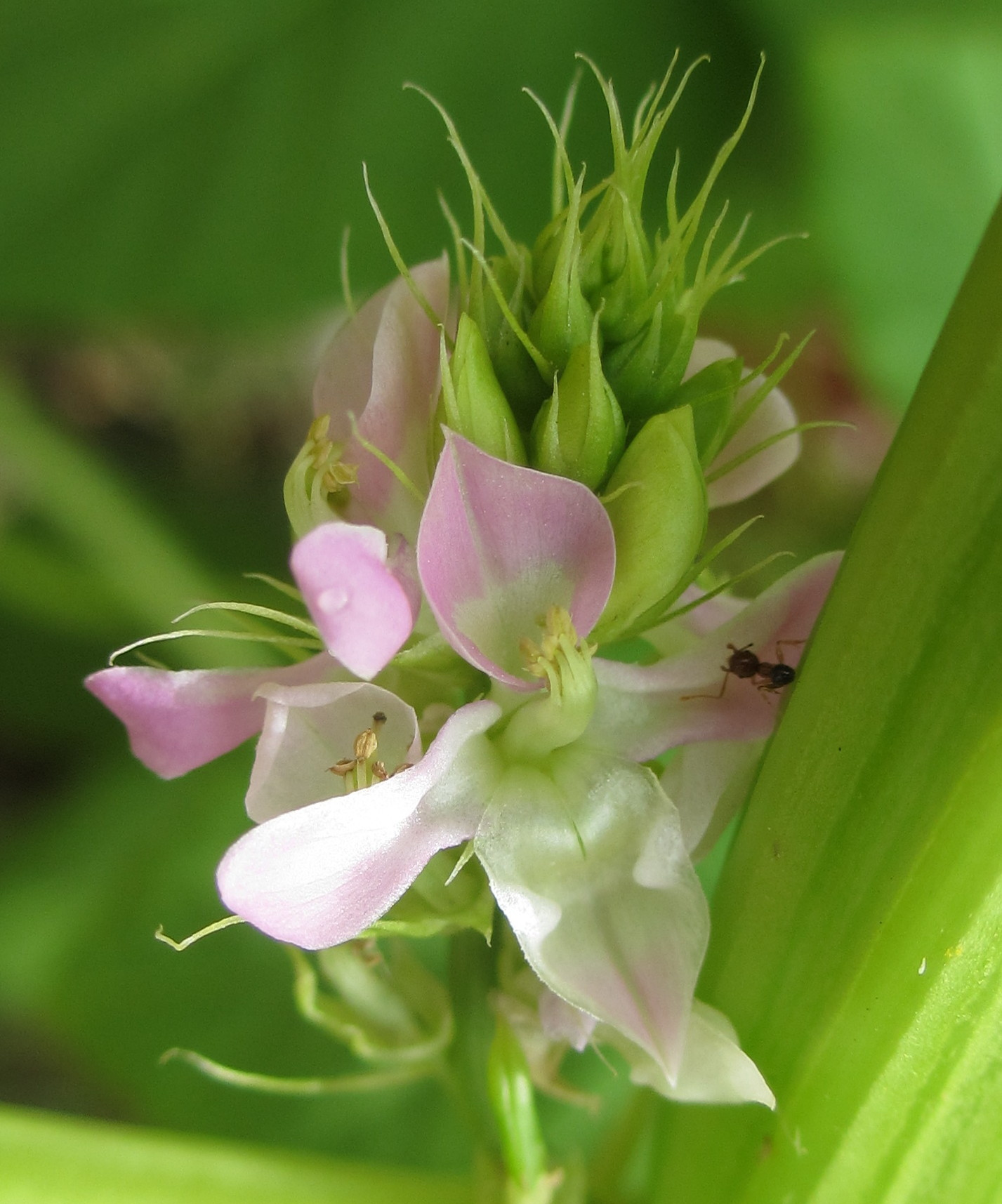
Blütenstand

Die Guarbohne (Cyamopsis tetragonoloba), auch Guar oder Büschelbohne genannt, ist eine Nutzpflanze aus der Familie der Hülsenfrüchtler (Fabaceae oder Leguminosae), Unterfamilie Schmetterlingsblütler (Faboideae).
Sie ist nahe verwandt mit einer Reihe anderer, „Bohnen“ genannter Feldfrüchte.

## Beschreibung
Die ein- bis mehrjährige Guarbohne erreicht eine Wuchshöhe von bis über 2 Metern. Die Stängel sind rippig. Die wechselständigen Laubblätter sind dreizählig. Die eiförmigen Blättchen sind gezähnt und spitz. Es werden kurze, dichte und achselständige Trauben gebildet. Die Schmetterlingsblüten sind rosa bis purpurfarben.
Die Pflanze bildet etwa 10 cm lange, mehrsamige und geschnäbelte Hülsenfrüchte mit ovalen, etwa 5 mm großen, harten und kieselartigen, gräulichen bis cremefarbenen, mehr oder weniger abgeflachten Samen.

## Verbreitung
Die Guarbohne hat ihren Ursprung wahrscheinlich in Indien, vielleicht aber auch in Zentralafrika. Die Hauptanbaugebiete liegen in Indien und Pakistan. Sie stammt eventuell von der Wildpflanze Cyamopsis senegalensis ab.

## Nutzung
Die Blätter und frischen Hülsen werden als Gemüse gegessen, die ganze Pflanze dient als Grünfutter. Auch die getrockneten Samen („Guarkerne“) können gegessen werden.
Wichtigstes Produkt der Pflanze ist das Guarkernmehl (auch Guar, Guarmehl oder Guargummi genannt), das hauptsächlich aus dem Mehrfachzucker Guaran besteht. Die äußeren Schichten und der Keimling werden vom Samen abgetrennt, bevor dieser vermahlen wird. Guarkernmehl wird als Verdickungsmittel für eine Vielzahl von Lebensmitteln verwendet (Zusatzstoff E 412). Ähnliche Lebensmittelzusatzstoffe sind Gummi arabicum und Johannisbrotkernmehl aus den Samen des Johannisbrotbaums (siehe auch Pflanzengummi). Außerdem kann aus dem Endosperm der Guarbohne durch Teilhydrolyse Galactomannan gewonnen werden.
Eine technische Anwendung von Guarkernmehl ist die Herstellung von Verdickungsmitteln für die Erdöl- und Erdgasförderung (Fracking).